# Топлица (Сребреница)
Топлица је насељено мјесто у општини Сребреница, Република Српска, БиХ. Према прелиминарним подацима пописа становништва 2013. године, у насељу је живио 121 становник.

## Мјесна заједница
Топлица је сједиште мјесне заједнице која обухвата сљедећа насеља: Топлица, Давошњица, Дебеље, Језеро, Лашчићи, Опарци, Пале, Стајчићи, Прибидоли, Бараковићи, Хоџићи, Трубари, Кадрићи, Подшевар, Згуња, Жљепчани.

## Становништво
По посљедњем службеном попису становништва из 1991. године, насељено мјесто Топлица имало је 267 становника, сљедећег националног састава:
| Националност | 1991.        |
| Срби         | 254 (95,13%) |
| Муслимани    | 13 (4,87%)   |
| Укупно       |              |

| Демографија | Демографија | Демографија |
| Година      | Становника  | Становника  |
| ----------- | ----------- | ----------- |
| 1971.       | 432         |             |
| 1981.       | 346         |             |
| 1991.       | 267         |             |
| 2013.       | 121         |             |